# Schmutziger Krieg
Ein schmutziger Krieg, vereinzelt auch dreckiger Krieg genannt (spanisch guerra sucia, engl. dirty war), ist ein Konflikt, bei dem staatliche Sicherheitskräfte gegen innenpolitische Gegner, separatistische, terroristische, religiös motivierte oder sonstige Widerstandsbewegungen vorgehen und dabei systematisch illegale und menschenrechtsverletzende Methoden anwenden. Im Allgemeinen befinden sich die betroffenen Länder dabei nicht in einem regulären oder nichterklärten Krieg mit einem äußeren Gegner – vielmehr deutet der Ausdruck das massive Ausmaß illegaler Gewalt an, die dabei von der staatlichen Seite gegen eigene Bürger oder die eines von ihr besetzten Territoriums angewendet wird. In der Fachsprache von Militär und Geheimdiensten handelt es sich dabei um Maßnahmen der „Aufstandsbekämpfung“ (engl. counterinsurgency), die zum Gebiet der asymmetrischen Kriegführung gehören. Die betreffenden Konflikte werden militärisch auch als „Konflikte niedriger Intensität“ (engl. low intensity conflicts) bezeichnet.
Die Führung schmutziger Kriege gegen politische Gegner oder Widerstandsbewegungen ist vor allem ein Merkmal von Diktaturen, insbesondere Militärdiktaturen, und von autoritär geführten Staaten. Es gibt jedoch auch eingehend dokumentierte Beispiele, in denen westliche Demokratien Konflikte auf diese Art führten. Besonders gehäuft traten derartige Konflikte, bei denen typischerweise systematisch Verbrechen gegen die Menschlichkeit begangen werden, in Lateinamerika in den 1970er und 1980er Jahren auf. Mit dem Ende des Kalten Krieges 1990 wurden sie seltener, da sie bis dahin häufig den Charakter von „Stellvertreterkriegen“ im Ost-West-Konflikt hatten. Dabei hatten insbesondere die USA große Anstrengungen unternommen, um das Vordringen sozialistischer bzw. kommunistischer Widerstands- und Guerillabewegungen in Staaten der Dritten Welt zu bekämpfen, vor allem in Lateinamerika und Südostasien. Hintergrund war, dass diese Bewegungen im Rahmen der Domino-Theorie und der Rollback-Politik als potenzielle Bedrohung für die Sicherheit der USA und als schädlich für amerikanische Wirtschaftsinteressen angesehen wurden, siehe dazu auch Reagan-Doktrin. In jüngerer Zeit wurden etwa die beiden Tschetschenienkriege Russlands sowie verschiedene Teile des US-geführten War on Terror als schmutzige Kriege bezeichnet, besonders bestimmte Praktiken des US-Militärs im besetzten Irak.

## Charakteristika
Zu den eingesetzten Mitteln zählen unter anderem willkürliche Verhaftungen, Inhaftierungen ohne rechtliche Grundlage und das Verschwindenlassen von Menschen, die Anwendung von Folter sowie „extralegale Hinrichtungen“. Auch die Duldung oder Unterstützung von paramilitärischen Verbänden und Todesschwadronen, die außerhalb der Gesetze operieren, und die Unterstützung oder Instrumentalisierung terroristischer Gruppen durch die Regierung des betreffenden Landes zählen zu den Methoden. Im Zusammenhang mit der systematischen, illegalen Gewaltanwendung des Staates gegen Zivilisten im eigenen oder einem besetzten Land schlugen die beiden amerikanischen Politikwissenschaftler R.D. Duvall und Michael Stohl den Begriff Staatsterrorismus vor.
Dabei wird regelmäßig die Grenze zur willkürlichen Unterdrückung und Terrorisierung großer Teile der Zivilbevölkerung überschritten. Amnesty international äußerte sich im Jahrbuch Menschenrechte 2003 dazu [Anm.: die meisten genannten Beispiele sind weiter unten genauer ausgeführt] wie folgt:

„In den ‚Kriegen‘ gegen politische Gegner jedweder Art sind Menschenrechte, wie das Recht, nicht gefoltert zu werden, das Recht, nicht willkürlich verhaftet zu werden, und das Recht auf Leben verletzt worden. Opfer dieser Verstöße wurden vielfach auch Bevölkerungskreise, die keinerlei illegale Aktivitäten ausgeübt haben. Einige Beispiele hierfür sind die ‚schmutzigen Kriege‘ in lateinamerikanischen Ländern wie Argentinien und Chile in den siebziger Jahren, Südafrika während der Apartheid, die Türkei, Spanien und das Vereinigte Königreich, was den Umgang mit nationalistischen Minderheitsbewegungen angeht, das hohe Maß an politischer Gewalt in einigen indischen Bundesstaaten und in Israel bis zum heutigen Tag.“

## Verbrechen gegen die Menschlichkeit

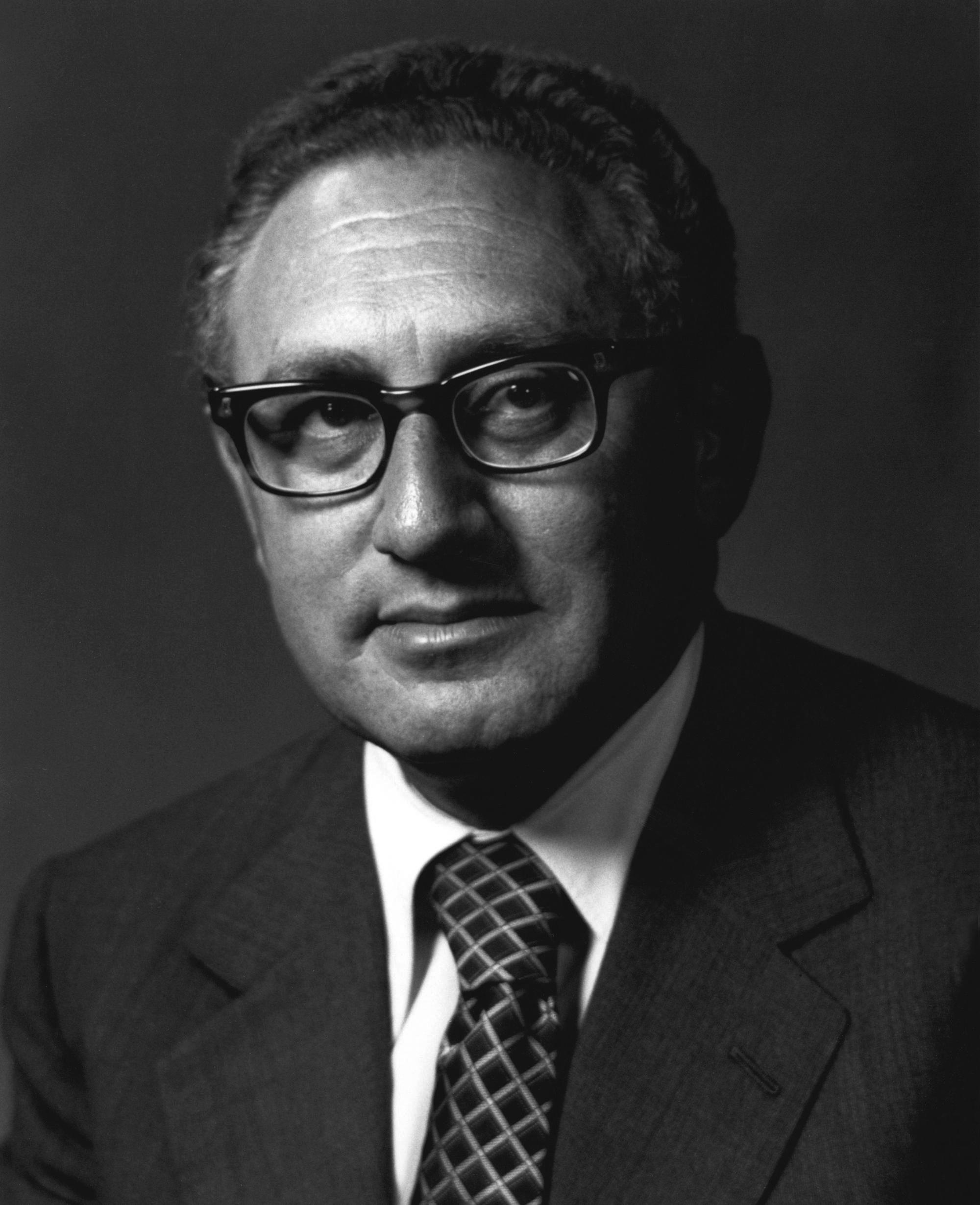
US-Außenminister Henry Kissinger sagte Vertretern der argentinischen Militärdiktatur 1976, dass er hoffe, dass sie ihr „Terrorismusproblem so schnell wie möglich unter Kontrolle bringen“ würden. Der argentinische Außenminister, der mit scharfer Kritik an den Menschenrechtsverletzungen seiner Regierung gerechnet hatte, war danach in „euphorischer Stimmung“. In den nächsten sieben Jahren ermordeten die Militärs bis zu 30.000 Menschen, was sie selbst als schmutzigen Krieg bezeichneten.

Besonders die systematische Praxis der illegalen Tötungen – teilweise wird in diesem Zusammenhang je nach Ausmaß auch von staatlichem Mord, Massenmord oder Völkermord gesprochen – sowie des Verschwindenlassens und der Folter stellen dabei gemäß internationalem Recht Verbrechen gegen die Menschlichkeit dar. Die Führung schmutziger Kriege ist vor allem ein Merkmal von Militärdiktaturen und autoritär geführter Staaten. Es gibt jedoch auch eingehend dokumentierte Beispiele, in denen westliche Demokratien Konflikte auf diese Art führten.
Im Jahr 2002 trat der völkerrechtliche Vertrag des so genannten Rom-Statuts in Kraft, das erstmals verschiedenste Verbrechen gegen die Menschlichkeit, darunter die oben genannten, als international zu verfolgenden Straftatbestand definiert hat. Das Statut bildet eine der Rechtsgrundlagen für die Rechtsprechung des Internationalen Strafgerichtshofs in Den Haag.
Einige Staaten, darunter die USA, erkennen den Strafgerichtshof nicht an. So forderte die Bush-Regierung eine Immunität für US-Bürger, die der Strafgerichtshof jedoch nicht gewähren wollte. Im gleichen Jahr wurde als Reaktion der American Service-Members’ Protection Act rechtskräftig, der den US-Präsidenten implizit dazu ermächtigt, eine militärische Befreiung von US-Staatsbürgern vorzunehmen, wenn diese sich in Den Haag vor dem Internationalen Strafgerichtshof verantworten müssten. Eine Zusammenarbeit mit dem Gericht wird US-Behörden darin verboten. Wegen der impliziten Drohung der Invasion von US-Truppen wurde das Gesetz von Kritikern auch „Hague Invasion Act“ genannt, übersetzt etwa „Gesetz zur Invasion von Den Haag“.
Zudem kann nach dem Gesetz allen Staaten, die nicht Mitglied der NATO sind und das Rom-Statut völkerrechtlich ratifizieren, die US-Militärhilfe gestrichen werden. Mit mehr als 50 Staaten hatten die USA bis zum Jahr 2003 bilaterale Abkommen geschlossen, die eine Auslieferung von US-Bürgern aus diesen Ländern nach Den Haag verhindern sollen, ebenfalls im Jahr 2003 wurde 35 Staaten die Militärhilfe gestrichen, die solche Verträge nicht unterzeichnen wollten.

## Ursprünge
Eine der ersten grundlegenden militärtheoretischen Abhandlungen über diese Art der Konfliktführung stammt von dem französischen Offizier Roger Trinquier (La guerre moderne), sie fasste seine Erfahrungen im Indochinakrieg und dem Algerienkrieg zusammen. Obwohl bekannt ist, dass die Kernpunkte der so genannten Französischen Doktrin das erzwungene Verschwinden von Menschen, schwerste Folter (bis hin zum Tod) und „extralegale Hinrichtungen“ waren, dient seine Abhandlung für Geheimdienste und Militär zahlreicher Länder bis heute als theoretische Vorlage zur Bekämpfung von Aufständischen (engl. counterinsurgency).

## Begriffsverwendung

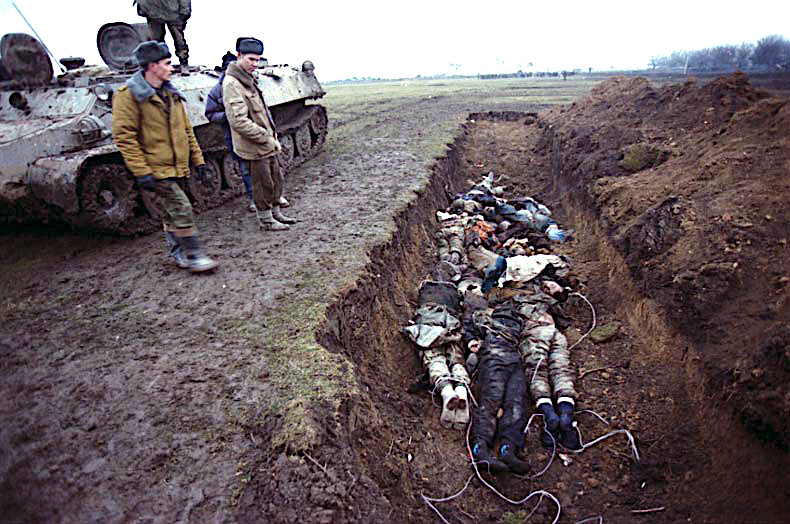
Entdeckung eines Massengrabs im Zweiten Tschetschenienkrieg. Er begann 1999 und ist seit April 2009 offiziell beendet. Die 2006 ermordete regierungskritische russische Journalistin Anna Politkowskaja nannte ihn einen schmutzigen Krieg. Sie war einer der wenigen Vertreter der russischen Presse, die überhaupt unabhängig und kritisch darüber berichtete.

Der Begriff „schmutziger Krieg“ wird im deutschen Sprachraum vor allem in journalistischen Veröffentlichungen und von Menschenrechtsorganisationen verwendet. Er findet aber auch in der Geschichtswissenschaft Anwendung, vor allem im angelsächsischen Raum.
Im weiteren Sinn werden als schmutzige Kriege auch „konventionelle“ kriegerische Auseinandersetzungen bezeichnet, bei denen zumindest eine der Parteien mit großer Härte oder Brutalität gegen die Zivilbevölkerung vorgeht. Dies ist häufig in so genannten asymmetrischen Konflikten der Fall, etwa in Guerilla-Kriegen wie den beiden Tschetschenienkriegen Russlands ab 1994.

## Beispiele
Insbesondere die folgenden Konflikte werden als schmutzige Kriege bezeichnet, wobei die Aufzählung nur beispielhaft und nicht abschließend ist.

### Apartheid-Ära in Südafrika, 1948–1992
Die südafrikanische (weiße) Regierung führte während der Zeit der Apartheid einen schmutzigen Krieg gegen den schwarzen Widerstand, vor allem gegen Nelson Mandelas ANC. Dazu gehörten etwa Mordanschläge, das Verschwindenlassen und die Folter von politischen Gegnern sowie Terroranschläge, teilweise unter falscher Flagge inszeniert. Der Befehlshaber der verantwortlichen Antiterroreinheit C1, Eugene de Kock, wurde nach dem Ende der Apartheid zu zweimal lebenslänglich plus 212 Jahren Haft verurteilt, die auftraggebenden Politiker blieben unbehelligt. De Kocks Aussagen über den schmutzigen Krieg der Regierung, vor allem über die geheimgehaltenen politischen Morde und das Verschwindenlassen schwarzer Oppositioneller schockierten die Öffentlichkeit und wurden über Südafrika hinaus bekannt. Besonders die oft grausamen Begleitumstände erregten Aufsehen, so waren regelmäßig Menschen auf dem Gelände der Einheit durch umgeschnallte Sprengstoffgürtel ermordet worden, die Leichen wurden durch wiederholte Sprengung zerstückelt oder auch verbrannt, um sie unidentifizierbar zu machen und die Beseitigung zu erleichtern. Zudem berichtete de Kock, dass seine Einheit gegen Ende der Apartheid von reaktionären Kräften in der Regierung missbraucht wurde, um den von Frederik Willem de Klerk und Nelson Mandela eingeleiteten Dialog zwischen den Bevölkerungsgruppen zu sabotieren. Dazu wurde die Inkatha-Bewegung, die in Opposition zum ANC von Mandela stand, mit Waffen beliefert. Allein dieser Konflikt forderte seit 1985 15.000 Opfer in der am meisten betroffenen Provinz Natal.
Laut de Kocks Aussagen folterte und mordete seine Einheit, verschob Waffen in großen Mengen, zettelte Verschwörungen an, fälschte Dokumente, fabrizierte Beweise und legte Bomben im In- und Ausland. 1987 zerstörte ein Sprengsatz die Zentrale der schwarzen ANC-nahen Dachgewerkschaft COSATU in Johannesburg. Laut de Kock geschah dies, wie auch andere Terrorakte gegen Zivilisten, auf direkten Befehl des damaligen Staatspräsidenten Pieter Willem Botha. 1988 zerstörte eine Bombe das Khotso-Haus, den Sitz des oppositionellen Südafrikanischen Kirchenrates.

### Algerienkrieg 1954–1962
Frankreichs Militär ging gegen die Widerstandsbewegung FLN während des Algerienkriegs mit einer Vielzahl menschenrechtsverletzender Methoden vor. Die maßgeblich von dem Offizier Roger Trinquier entwickelte Französische Doktrin umfasste unter anderem die systematische Folterung von Verdächtigen zur Informationsgewinnung und illegale Tötung von Verdächtigen. Die südamerikanischen Militärregime der 1970er und 1980er Jahre griffen später auf die entsprechende Erfahrung französischer Offiziere zurück, unter anderem bei der Organisation der Operation Condor.

### Mexiko, 1960er und 1970er Jahre
In Mexiko bekämpfte der von der Partei PRI autoritär regierte Staat in den 1960er und 1970er Jahren linke Guerillas, Studentengruppen und andere Oppositionelle durch extralegale Hinrichtungen und gewaltsames Verschwindenlassen politischer Aktivisten. Besonders bekannt wurde das Massaker von Tlatelolco, bei dem 1968 Militär und Geheimpolizei zehn Tage vor dem Beginn der Olympischen Spiele in Mexiko etwa 250 demonstrierende Studenten in Mexiko-Stadt ermordeten.
Die Aufstandsbekämpfung und psychologische Kriegsführung war besonders stark im südlichen Bundesstaat Guerrero, wo vor allem Mitglieder und Sympathisanten der Guerillaorganisationen Partido de los Pobres unter dem Anführer Lucio Cabañas Barrientos und der Asociación Cívica Nacional Revolucionaria (ACNR) von Génaro Vázquez Rojas vom mexikanischen Militär und der Geheimpolizei verfolgt wurden. Vor allem die paramilitärische Gruppe Brigada Blanca unter der Führung der Generäle Mario Arturo Acosta Chaparro und Francisco Quirós Hermosillo wird für zahlreiche Fälle von extralegalen Hinrichtungen und gewaltsamen Verschwindenlassen verantwortlich gemacht. Je nach Quelle, gibt es etwa 650 bis 1200 Verschwundene, deren Schicksal bis heute nicht aufgeklärt ist. Dokumentiert sind Todesflüge, in denen geheim Verhaftete in den Pazifik geworfen wurden, die Internierung und Folter von Gefangenen in Geheimgefängnissen und das Verscharren von getöteten Menschen in Massengräbern. Die Angehörigen der Verschwundenen kämpfen bis heute darum, Informationen über das Schicksal der Verschwundenen zu erhalten. Detaillierte Informationen über den Verlauf des Schmutzigen Krieges in Guerrero und den jahrzehntelangen Kampf der Angehörigen der Verschwundenen bietet die Studie Kampf um Rehumanisierung von Sylvia Karl.

### Bürgerkrieg in Guatemala 1960–1996
Im Bürgerkrieg in Guatemala von 1960 bis 1996 kam es zu zahlreichen Menschenrechtsverletzungen von Seiten der Regierung. Efraín Ríos Montt, Diktator von 1982 bis 1983, wurde 2013 von einem guatemaltekischen Gericht wegen Völkermord und Verbrechen gegen die Menschlichkeit verurteilt. Während seiner Amtszeit führte das Militär eine umfangreiche Kampagne gegen die zu den Maya zählenden Ixil-Ureinwohner durch, weil diese im Verdacht standen, die marxistische Guerilla zu unterstützen. Dabei wurden etwa 400 Dörfer zerstört, über 1100 Bewohner wurden umgebracht und über 1400 Frauen vergewaltigt. Schwangeren Frauen wurden von Soldaten die Bäuche aufgeschnitten und die Föten zerstückelt. Im Prozess gegen Montt 2013 wurde festgestellt, dass seine Regierung „Hunger, Massenmord, Vertreibung, Vergewaltigung, und Bombardierungen aus der Luft als Taktik zur Zerstörung der Ixil“ angewendet habe. Der Mord an Säuglingen und schwangeren Frauen sei laut dem Gericht darauf angelegt gewesen, die Ixil zu zerstören, und die sexuelle Gewalt als Mittel zur Zerstörung des sozialen Zusammenhalts eingesetzt worden. Die USA hatten Rios Montt in dieser Zeit politisch und militärisch unterstützt. Präsident Ronald Reagan nannte Rios Montt einen Mann „großer persönlicher Integrität und Einsatzbereitschaft, der der Herausforderung einer brutalen, vom Ausland unterstützten Guerilla“ gegenüberstehe.

### Nordirland/Großbritannien, 1970er und 1980er Jahre
Gemäß offizieller Untersuchungen, etwa dem Stevens-Report von 2003, gab es im Nordirlandkonflikt immer wieder eine direkte Zusammenarbeit zwischen britischen Sicherheitsorganen und loyalistischen, protestantischen paramilitärischen bzw. terroristischen Einheiten. Mit dem britischen Militär kooperierende Agenten verübten dabei im Rahmen von Geheimoperationen auch illegale Tötungen von vermeintlichen Sympathisanten der katholischen IRA, etwa dem prominenten Rechtsanwalt Patrick Finucane, der 1989 vor den Augen seiner Familie erschossen wurde. Zudem kam es zu gewaltsamen Übergriffen britischer Sicherheitskräfte auf irische Zivilisten, wie etwa dem Blutsonntag 1972. Außerdem gab es Menschenrechtsverletzungen an Verhafteten, darunter Folter und Scheinhinrichtungen durch britische Polizisten zur Erzwingung von Geständnissen sowie komplett gefälschte Geständnisse Beschuldigter, was im Detail für die wegen Terrorismus unschuldig zu lebenslanger Haft verurteilten Guildford Four dokumentiert ist.

### Argentinische Militärdiktatur 1976–1983

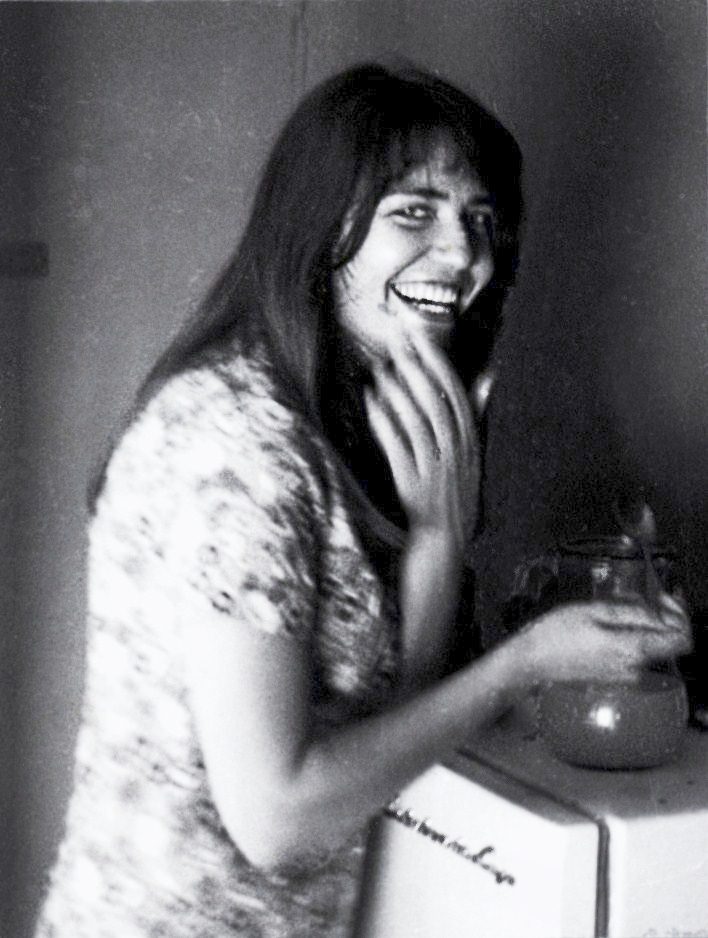
Die deutsche Sozialarbeiterin Elisabeth Käsemann wurde 1977 von argentinischen Soldaten entführt, gefoltert und ermordet, wie zehntausende argentinische Opfer der dortigen Militärdiktatur. Sie hatte sich durch ihre freiwillige Arbeit in den Armenvierteln von Buenos Aires als „subversive“, das heißt regimekritische Person verdächtig gemacht.

Die argentinische Militärdiktatur führte während des so genannten Prozesses der Nationalen Reorganisation einen schmutzigen Krieg gegen jede Art von politischen Gegnern, dem bis zu 30.000 Menschen zum Opfer fielen. In diesem Fall wurde der Begriff von den Militärs selbst verwendet. Ähnliche Vorgänge spielten sich in den 1970er und 1980er Jahren in fast allen lateinamerikanischen Ländern ab, etwa in Chile, Paraguay, Uruguay, Brasilien, Kolumbien, Peru und Bolivien. Die Gesamtbilanz der lateinamerikanischen Repressionspolitik in dieser Zeit liegt nach Schätzungen von Menschenrechtsorganisationen bei etwa 50.000 Ermordeten, 350.000 dauerhaft Verschwundenen („Desaparecidos“) und 400.000 Gefangenen.

### Bürgerkrieg in El Salvador 1980–1992

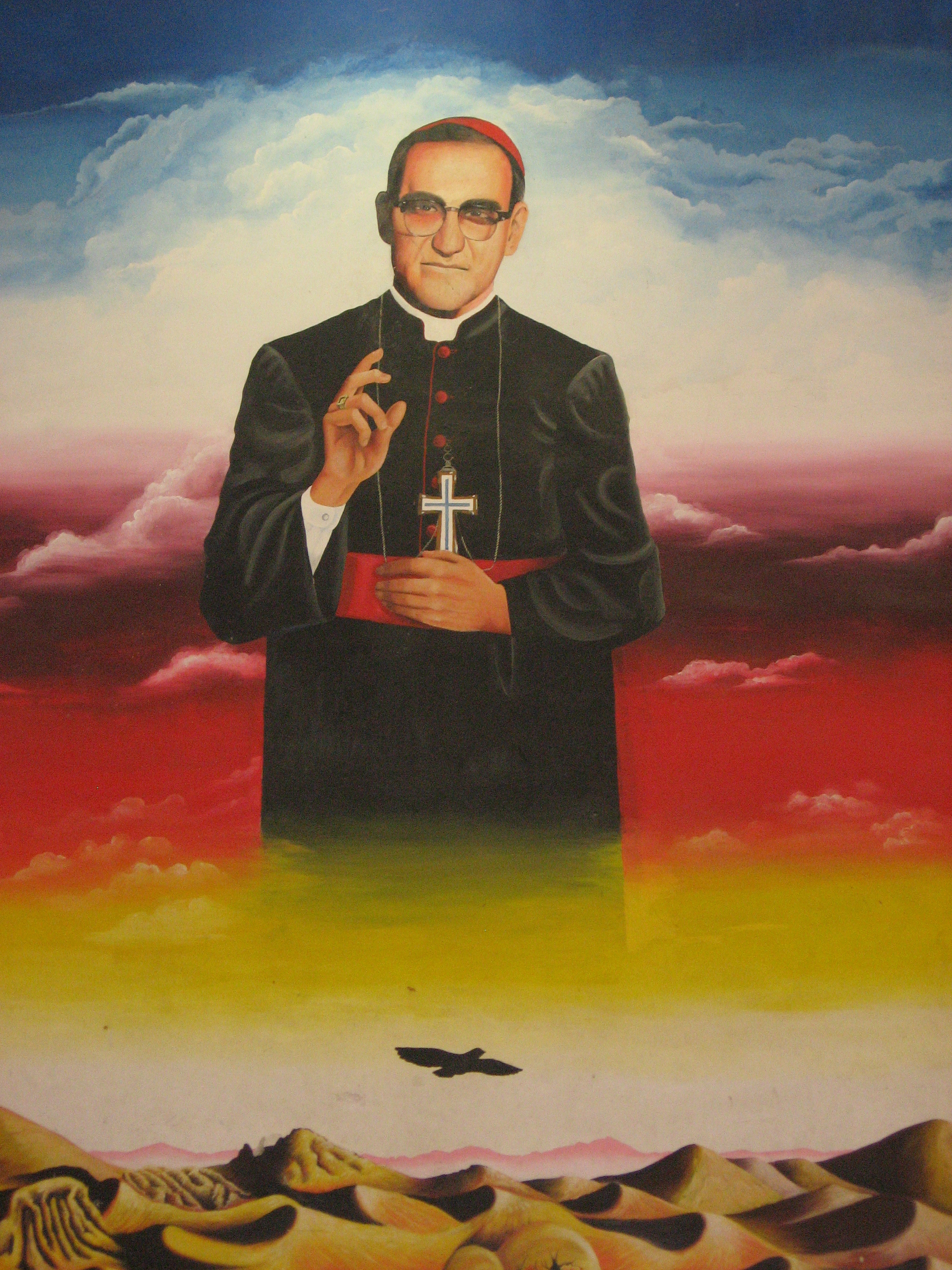
Wandgemälde von Erzbischof Óscar Romero an der Universität von El Salvador. Die Ermordung des Befreiungstheologen durch einen vom Militär beauftragten Scharfschützen 1980 markierte den Beginn des Bürgerkriegs in El Salvador.

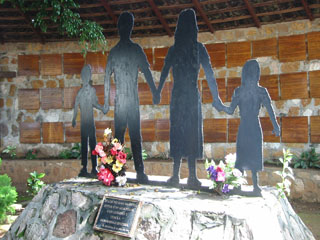
Gedenkstätte für die 900 zivilen Opfer des Massakers von El Mozote (1981) in El Salvador

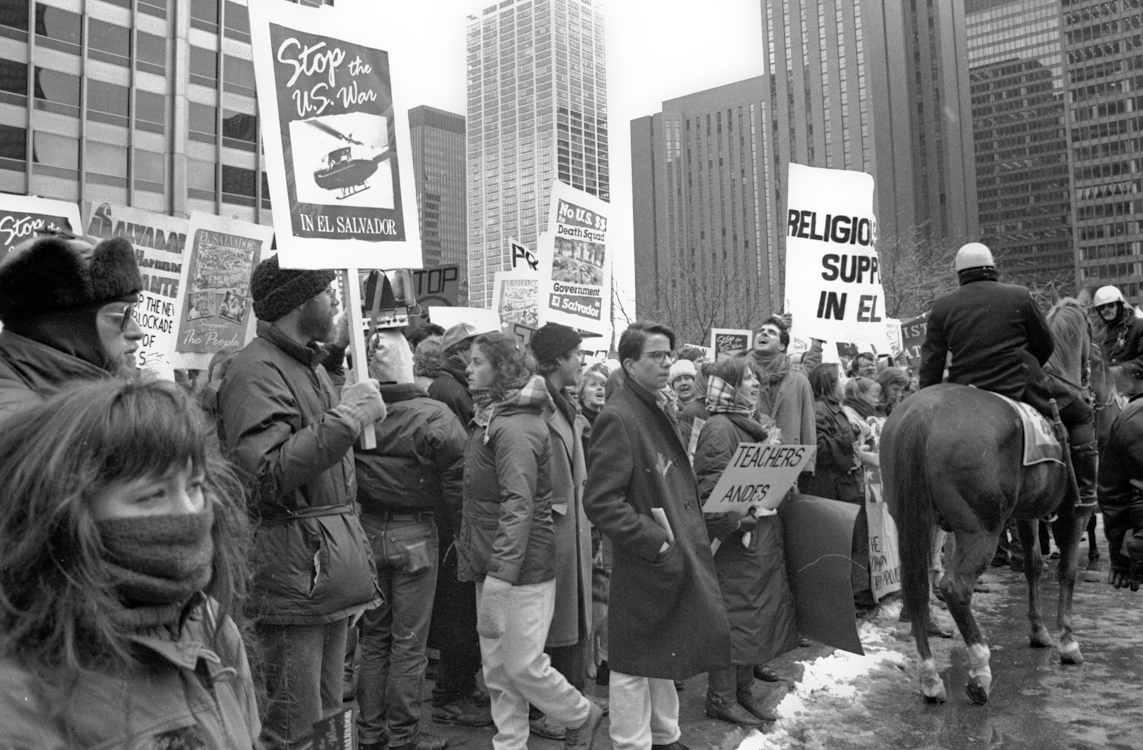
Demonstration in Chicago (1989) gegen die Unterstützung der Regierung El Salvadors durch die USA. Auf einem der Plakate steht:
No US $$ for Death Squad Government in El Salvador („Keine US-Dollars für die Todesschwadronen-Regierung in El Salvador“)

Im Bürgerkrieg in El Salvador in den 1980er Jahren ermordeten die Todesschwadronen der rechtsgerichteten Regierung insgesamt etwa 80.000 Zivilisten, davon 40.000 in den ersten Jahren. Bekannt wurden vor allem der politische Mord an Erzbischof Óscar Romero und das Massaker von El Mozote an 900 Zivilisten, begangen vom Batallón Atlácatl, einer Spezialeinheit zur Guerillabekämpfung der Regierung. Diese Einheit war 1980 in der US-Militärakademie School of the Americas in der Kanalzone Panamas gegründet worden und hatte dort zunächst auch ihren Standort. Trainiert worden war sie im US-amerikanischen Armeelager Fort Bragg, North Carolina, von der US-Eliteeinheit Special Forces (Green Berets). Als Ergebnis dieser Ausbildung hatte das Batallón Atlácatl enge Beziehungen zu amerikanischen Ausbildern und den Special Forces, die während des Bürgerkriegs in den 1980er Jahren auch permanent als Militärberater und Ausbilder in El Salvador tätig waren. Das Bataillon war auch für weitere schwere Menschenrechtsverletzungen verantwortlich, internationales Aufsehen erregte etwa der nächtliche Mord  an sechs Jesuiten-Priestern, die teilweise der Befreiungstheologie nahestanden, sowie deren Haushälterin und ihrer Tochter im November 1989.
Benjamin Schwarz, ein ehemals für El Salvador zuständiger Analyst für Militär- und Sicherheitspolitik bei der RAND Corporation, kommentierte die bereits unter Präsident Jimmy Carter Ende der 1970er Jahre begonnene militärische und politische Unterstützung der USA für die dortige Militärdiktatur wie folgt:

„So wichtig erschien der Regierung von Jimmy Carter der Sieg über die FMLN [Anm.: die linksgerichtete Widerstandsbewegung in El Salvador], dass sie ihre militärische Unterstützung [für die Regierung] durch die öffentliche Verkündung von „Fortschritten“ im Bereich der Menschenrechte rechtfertigte, obwohl sie wusste, dass es in Wahrheit keinen Fortschritt gab. Im Zeitraum eines Jahres vor Carters Entscheidung hatte das salvadorianische Militär und die mit ihm verbundenen Todesschwadronen 8.000 am Konflikt unbeteiligte Zivilisten getötet, darunter vier US-amerikanische Nonnen.“

Die dortigen Herrscher änderten trotz entsprechender Ermahnungen aus den USA tatsächlich nichts an ihrer Vorgehensweise − dies wird auch darauf zurückgeführt, dass die Militärs in El Salvador wussten, dass die USA einen drohenden „Verlust“ des Landes an die linke Befreiungsbewegung FMLN in jedem Fall verhindern wollten. Der US-Regierung war dabei intern durchaus klar, mit wem sie es zu tun hatte, so nannte ein Vize-Verteidigungsminister Reagans das salvadorianische Militär inoffiziell „einen Haufen mörderischer Gangster“ (orig.: a bunch of murderous thugs). Die US-Regierung war auch bestrebt, Nachrichten über die Gräueltaten und Massaker der unterstützten Militärs aus den US-Medien zu halten. So wurde laut New York Times versucht, das vom Batallón Atlácatl verübte Massaker von El Mozote zu vertuschen („cover up“), und Außenminister Alexander Haig berichtete dem US-Kongress eine stark beschönigte, laut New York Times frei erfundene Version der Vergewaltigung und Ermordung der US-amerikanischen Nonnen durch salvadorianische Soldaten, was er Jahre später vehement bestritt.

### Türkisch-kurdischer Konflikt, 1980er und 1990er Jahre
Beim Vorgehen des türkischen Militärs und des offiziell nicht existenten Geheimdienstes JİTEM zur Bekämpfung der kurdischen PKK in Südostanatolien in den 1980er und 1990er Jahren kam es zu zahlreichen Menschenrechtsverletzungen und Fällen ungesetzlicher Gewaltausübung. Siehe dazu auch Tiefer Staat.

### Bewaffneter Konflikt in Peru 1980–2000
Im bewaffneten Konflikt in Peru von 1980 bis 2000 gehörte es nach Feststellung der Kommission für Wahrheit und Versöhnung zur Praxis beider hauptsächlichen Kriegsparteien – der maoistischen Guerilla Sendero Luminoso wie auch der Polizei und des Militärs – potenzielle und tatsächliche Gegner in großer Zahl zu ermorden. Die Folge waren etwa 70.000 Todesopfer, zu etwa 75 % indigene Quechuas und Asháninkas. Während die Maoisten nach Einschätzung des peruanischen Historikers Carlos Iván Degregori im ländlichen Raum der Region Ayacucho ein effektives Spitzelsystem – „tausend Augen und tausend Ohren“ – hatten und die von ihnen ermordeten Menschen recht genau kannten, tappten die staatlichen Organe meist im Dunkeln und mordeten eher wahllos. Mehr als den Maoisten war es den staatlichen Streitkräften wichtig, auch Zeugen ihrer Verbrechen zu eliminieren. Beispiele für diese Politik unter den Präsidenten Fernando Belaúnde Terry und Alan García sind Morde der Fallschirmjäger-Einheit Sinchis an 32 Männern, Frauen und Kindern in Socos in der Provinz Huamanga am 13. November 1983, die konsequente Ermordung von 123 Frauen, Männern und Kindern im Dorf Putis in der Provinz Huanta durch Soldaten des Heeres, ohne einen möglichen Zeugen am Leben zu lassen oder das aktive Aufsuchen und Ermorden von sieben Zeugen, die einem Massaker durch eine Heereseinheit in der kleinen Ortschaft Accomarca in der Provinz Vilcashuamán an 62 Personen zunächst entronnen waren. Dieser „schmutzige Krieg“ wurde von manchen auf Grund der staatlichen Strukturen und ihrer Unfähigkeit, Angehörige der feindlichen Guerilla zu erkennen, als „unausweichlich“ angesehen. Unter der Präsidentschaft von Alberto Fujimori mit seinem „Berater des Präsidenten für Sicherheitsfragen“ Vladimiro Montesinos spielte die Todesschwadron Grupo Colina im „schmutzigen Krieg“ eine wichtige Rolle, so der Entführung und anschließenden Ermordung von neun Studenten und einem Professor der Universidad Nacional de Educación Enrique Guzmán y Valle („La Cantuta“) oder beim Massaker von Barrios Altos in der Altstadt von Lima, bei dem durch einen „Irrtum“ 15 Personen in einem Wohnhaus, darunter ein achtjähriges Kind, niedergemetzelt wurden.

### Spanien, 1983–1987
Die ungesetzliche Bekämpfung der baskischen Separatistenorganisation ETA durch die spanische Regierung mittels der Todesschwadron Grupos Antiterroristas de Liberación (GAL) von 1983 bis 1987 brachte später mehrere spanische Politiker und Beamte ins Gefängnis. Die GAL war für 28 Morde an vermeintlichen ETA-Mitgliedern verantwortlich, wobei ein Teil der Opfer nachweislich keine Kontakte zur ETA gehabt hatte. Hohe spanische Beamte und der ehemalige Innenminister wurden später zu langjährigen Haftstrafen verurteilt.

### Algerischer Bürgerkrieg, 1991–2002
Der algerische Bürgerkrieg begann im Dezember 1991. Die seit 1962 allein regierende algerische FLN-Regierung, die allgemein als korrupt und unfähig zur Lösung der zahlreichen Probleme des Landes angesehen wurde, annullierte zusammen mit dem Militär nach dem ersten Wahlgang der Parlamentswahl unverzüglich die Wahlergebnisse. Der Grund war, dass sich ein klarer Wahlsieg der Islamischen Heilsfront (FIS) abzeichnete und die Regierung in diesem Fall neben ihrem Machtverlust auch die Errichtung einer Islamischen Republik fürchtete. Mit der Ausrufung des Ausnahmezustands wurden verfassungsmäßige Grundrechte außer Kraft gesetzt, tausende FIS-Mitglieder wurden verhaftet, viele der in Freiheit gebliebenen wurden zu Guerillakämpfern.
Knapp eine Woche nach dem Staatsstreich des Militärs begannen die Islamisten mit den ersten Angriffen gegen Soldaten und Polizisten. Es begann ein mehr als zehnjähriger, von allen Seiten äußerst grausam geführter Bürgerkrieg, in dem die Fronten nur am Anfang klar schienen. In den staatlich gelenkten algerischen sowie in den westlichen Medien wurde jedoch über die Dauer des ganzen Konflikts fast ausschließlich vom grundsätzlich gerechtfertigten „Kampf der Regierung gegen den islamistischen Terror“ berichtet. In dem Konflikt starben mindestens 150.000 Menschen, nach Schätzungen von amnesty international mehr als 200.000. Dabei kam es zu tausenden Fällen der Folter, des Verschwindenlassens und der Tötung von am Konflikt meist völlig unbeteiligten Zivilisten durch verschiedenste staatliche Sicherheitskräfte, die bis heute nicht aufgeklärt sind. Die Menschenrechtsorganisation Algeria-Watch nannte den Apparat aus algerischem Militär und Geheimdiensten im Jahr 2004 in einem Bericht über die Menschenrechtsverletzungen eine „Mordmaschine“. In der Zusammenfassung schrieb sie:

„(…) den Generälen, die den Staatsstreich durchführten, gelang es, mittels der geschickten Verbindung einer Desinformationskampagne und der Repression der Medien diese Praktiken als bloße ‚Entgleisungen‘ im Rahmen des notwendigen ‚Kampfes gegen den Terrorismus‘ erscheinen zu lassen. Sie konnten so hinter verschlossenen Türen jahrelang einen ‚schmutzigen Krieg‘ gegen das algerische Volk führen: Zehntausende wurden bei Durchkämmungsoperationen und Razzien verhaftet und anschließend gefoltert. Viele von ihnen verschwanden oder wurden extralegal hingerichtet.“

Die islamistische Untergrundbewegung splitterte sich bald auf. Der islamistische Terror und die staatliche Repression schaukelten sich gegenseitig hoch, bis sie „bis zur Ununterscheidbarkeit miteinander verschmolzen“. Von den terroristischen Gruppen war die Groupe Islamique Armé (GIA – übersetzt: „Bewaffnete islamische Gruppe“) die gewalttätigste, die etwa durch einen Aufruf zur „Tötung von Frauen und Kindern“ auffiel, wenn diese mit den „Feinden des Islam“ in Kontakt stünden. Laut Le Monde diplomatique traten in dem damaligen „Chaos“ auch Todesschwadronen auf, die laut dem damaligen Staatspräsidenten Liamine Zéroual keine staatliche Unterstützung genossen. Der ehemalige hochrangige Geheimdienstmitarbeiter Mohamed Samraoui behauptete jedoch, es habe sich dabei um verdeckte Operationen der algerischen Geheimdienste gehandelt. Die extreme Gewalt eskalierte 1997, als tausende von unbeteiligten Zivilisten einer Anzahl von nächtlichen Massakern an der Einwohnerschaft ganzer Dörfer zum Opfer fielen, die nie aufgeklärt wurden.
Ali Al-Nasani von amnesty international schrieb 2002 in der Zeit, dass es im Verlauf dieses „sinnlosen Bürgerkriegs“ immer unklarer geworden sei, wer im Einzelnen für Attentate, extralegale Hinrichtungen und mörderische Überfälle verantwortlich war – islamistische Gruppen, Sicherheitskräfte, lokale Warlords oder auch schlicht Kriminelle. Aufsehen habe etwa der Bericht des ehemaligen Fallschirmjägers und Mitglieds einer „Antiterroreinheit“ erregt, Habib Souaïdia, der behauptete, Militärs seien an den Dorf-Massakern und anderen Übergriffen gegen die Zivilbevölkerung beteiligt gewesen. Laut dem Geheimdienstler Samraoui sei die Führung der GIA von Agenten der Geheimdienste unterwandert gewesen, und die Geheimdienste hätten sowohl Militärangehörige in die Gruppen eingeschleust als auch selbst terroristische Gruppen gebildet, die „echte“ Terrorgruppen bekämpfen sollten – diese selbstgeschaffenen Gruppen seien jedoch „völlig außer Kontrolle geraten“. Zudem berichteten Samraoui und Souaïdia übereinstimmend von durch getarnte staatliche Sicherheitskräfte begangenen Terrorakten, die dann von offizieller Seite bewusst fälschlich den Islamisten untergeschoben worden seien, siehe dazu auch Falsche Flagge und Schwarze Operation. Ähnliche Aussagen machten auch andere ehemalige Mitglieder des Sicherheitsapparats. Die algerische Regierung ließ Souaidia, der ins Exil nach Frankreich gegangen war, im Jahr 2002 für sein 2001 erschienenes Buch Schmutziger Krieg in Algerien. Bericht eines Ex-Offiziers der Spezialkräfte der Armee (1992–2000) in Abwesenheit zu 20 Jahren Haft verurteilen.
Die algerische Regierung hat diese Vorwürfe nie offiziell untersuchen lassen, stattdessen wurde dem Volk im Jahr 2005 eine Generalamnestie für die Verbrechen aller Konfliktparteien zur Abstimmung vorgelegt, die in einem Referendum angenommen wurde. Sie umfasst eine Generalamnestie sowohl für staatliche Sicherheitskräfte und vom Staat bewaffnete Milizen als auch für bewaffnete Gruppen und verneint jegliche Verantwortung der Sicherheitskräfte und der Milizen für schwere Menschenrechtsverletzungen. Sie verhindert die Aufklärung des Schicksals Tausender im Verlauf des Bürgerkriegs „verschwundener“ Personen, Klagen gegen Mitglieder der Sicherheitskräfte wurden unmöglich gemacht. Die Angehörigen von „Verschwundenen“ können lediglich eine Entschädigung beantragen.
Die FLN ist heute noch an der Macht. Werner Ruf, emeritierter Professor für Internationale Politik, übte anlässlich des Besuchs von Angela Merkel im Juli 2008 scharfe Kritik: De facto regiere noch das Militär, der Parlamentarismus sei eine Fassade. „Dahinter herrscht eine undurchsichtige Clique an der Spitze des Militärs.“ Die Korruption sei gewaltig, und das Land bleibe „weit entfernt“ von dem, was man einen Rechtsstaat und eine Demokratie nennen könne.

## Rolle der USA

### Ausbildung von Folterern und Diktatoren in der „School of the Americas“
Häufig wird die Rolle der USA kritisch betrachtet, die etwa in Südamerika während der 1970er und 1980er Jahre zahlreiche Militärdiktaturen bei der gewaltsamen Unterdrückung Oppositioneller unterstützten. In diesem Zusammenhang wurde auch der Betrieb der Militärakademie School of The Americas (heute: Western Hemisphere Institute for Security Cooperation) kritisiert, die etwa 60.000 lateinamerikanische Offiziere durchliefen, von denen viele später an Putschen gegen demokratisch gewählte Regierungen, Folter, „Verschwindenlassen“ und anderen Menschenrechtsverletzungen beteiligt waren. Mehrfach musste die US-Regierung zugeben, dass die Militär-Studenten dort auch in verschiedensten Foltertechniken und anderen menschenrechtsverletzenden Praktiken zur Guerilla- bzw. Aufstandsbekämpfung ausgebildet wurden, so dass auf Druck der Öffentlichkeit die betreffenden Unterrichtsmaterialien mehrfach verboten bzw. ausgetauscht wurden. „Zu ihren Absolventen zählen die meisten der schlimmsten Folterknechte in Lateinamerika“, sagte der ehemalige CIA-Agent Philip Agee 1999. Die Schule habe „einige der brutalsten Mörder, einige der grausamsten Diktatoren und einige der schlimmsten Verletzer von Menschenrechten“ hervorgebracht, die die westliche Welt je gesehen habe, meinte der US-Kongressabgeordnete Joe Moakley.
Zu den Absolventen der Schule gehören unter anderem Leopoldo Galtieri und Roberto Viola, Chefs der argentinischen Militärjunta, die bis zu 30.000 Menschen ermorden oder „verschwinden“ ließ, der bolivianische Diktator Hugo Banzer Suárez, Roberto D’Aubuisson aus El Salvador, Anführer der Todesschwadronen und Auftraggeber des Mordes an Erzbischof Óscar Romero, der guatemaltekische Oberst Byron Lima Estrada († Juli 2016), der 1998 den Bischof Juan Gerardi ermordete, Efraín Ríos Montt, der wegen Völkermordes verurteilte ehemalige Diktator von Guatemala, und führende Mitglieder der Geheimpolizei DINA des chilenischen Diktators Augusto Pinochet, sowie Panamas Diktator Manuel Noriega.

### Operation Condor: Terror gegen Oppositionelle
Zudem wird häufig die durch US-Regierungsdokumente als erwiesen geltende, aber nie offiziell aufgeklärte Rolle der USA bei der staatsterroristischen, multinationalen Geheimdienstoperation Operation Condor kritisch hinterfragt. Bei dieser arbeiteten ab 1975 mindestens sechs südamerikanische Diktaturen bei der Verfolgung und Ermordung von Oppositionellen zusammen, sie wurde von Diktator Augusto Pinochets Geheimpolizei DINA geleitet und koordiniert. Das chilenische Pinochet-Regime war 1973 selbst durch einen von den USA durch die CIA zumindest stark geförderten Militärputsch an die Macht gekommen. Es führte einen schmutzigen Krieg gegen Mitglieder und Anhänger der gestürzten, demokratisch gewählten Vorgängerregierung des Sozialisten Salvador Allende, wobei mehrere tausend Menschen ermordet wurden oder spurlos verschwanden sowie mindestens 25.000 Menschen Opfer von teils schwerster Folter wurden.

### Export von Foltermethoden von Lateinamerika in den Irak
Im März 2013 wurde durch Recherchen des britischen Guardian bekannt, dass das US-Militär die in Lateinamerika entwickelten und erprobten Techniken zur Unterdrückung von Oppositionellen bzw. zur Aufstandsbekämpfung, inklusive menschenrechtsverletzender Methoden wie der Folter, ab 2003 auch im besetzten Irak eingesetzt hatte. Dabei seien auch US-Veteranen, die während des Bürgerkriegs in El Salvador in den 1980er Jahren das dortige Militär unter anderem in Foltermethoden ausgebildet hatten, zum Einsatz gekommen und hätten aktiv Foltermaßnahmen im Irak eingesetzt oder geleitet. Dies sei von höchsten Stellen des US-Militärs genehmigt gewesen und habe „alle Arten von Foltertechniken zur Gewinnung von Geständnissen“ umfasst, darunter Elektroschocks, umgekehrtes Aufhängen von Verdächtigen und das Ausreißen von Fingernägeln.